# Famille d'Avennes
Cette page explique l’histoire ou répertorie les différents membres de la famille d'Avennes.
La famille d'Avennes, seigneurs d'Hermonville, de Toussicourt, de Gernicourt, du grand hameau de Romain, de Villers-en-Prayères, de Variscourt et du fief de Plessy en Vermandois, appartient à la noblesse de Champagne et a conservé jusqu'à une période récente la terre d'Hermonville. Elle a fourni un grand nombre d'officiers dont plusieurs ont péri sur différents champs de bataille, des chevaliers de Saint Louis, un gentilhomme ordinaire de la chambre du roi Henri IV, un gentilhomme d'armes de la reine Marie de Médicis. Son chef est connu depuis la fin du XVIIIe siècle sous le titre de vicomte.

## Origine
Le généalogiste Nicolas Viton de Saint-Allais, qui en a donné une généalogie dans son Nobiliaire universel de France, a cherché à la rattacher à la Maison d'Avesnes des anciens seigneurs de la ville d'Avesnes en Hainaut, qui occupa au Moyen Âge un rang important dans la noblesse du Nord de la France et dont une branche posséda au XIVe siècle le comté de Hainaut.
Selon Saint-Allais, Jacques d'Avennes, issu des comtes de Hainaut, épousa en 1160, Amélie de Guise. Il eut pour fils Bouchart d'Avennes, chantre de l'église de Laon, qui fut chargé de la tutelle de sa parente Marguerite de Flandres, fille de Baudouin VI, comte de Hainaut. La tradition rapporte que Bouchart devint amoureux de Marguerite, qu'il épousa et en eut deux fils Jean et Baudoin d'Avesnes. Ce mariage, fait sans dispenses, leur attira l'excommunication du pape Innocent III et de l'évêque de Cambrai. Ils furent contraints de se séparer, et Marguerite épousa en secondes noces Guillaume de Dampierre, dont elle eut plusieurs enfants. Bouchart d'Avennes étant décédé en 1243, les enfants des deux lits eurent un très grand procès qui ne fut terminé en 1246, que par l'entremise du roi Saint Louis. Le comté de Flandres fut cédé aux enfants de Guillaume de Dampierre et de Marguerite de Flandres, et le comté de Hainaut à Jean Ier d'Avesnes et à Baudoin d'Avesnes qui accompagna Saint Louis en Palestine en 1263. Philippe le Hardi, pour le récompenser de ses services lui donna les terres et la seigneurie d'Hermonville, Clamecy, Villers-en-Prayères, Trucy, ...Baudoin d'Avennes céda tous ses droits sur le comté de Hainaut à Jean, son frère aîné, se réservant le titre de la seigneurie d'Avennes. Baudoin mourut à Hermonville en 1284.
Gustave Chaix d'Est-Ange indique lui que « le système de filiation adopté par saint Allais ne s'appuie sur aucune preuve et les premiers degrés de sa généalogie sont remplis d'anachronismes et de contradictions qui les rendent inacceptables. Le jugement de maintenue de noblesse de 1667 ne fait remonter la filiation suivie qu'à Charles d'Avennes, mentionné dans un acte de 1537, qui avait épousé Perrette de Cormery et qui mourut en 1567. »
Selon Claude-François Blondeau de Charnage, « elle a prouvé sa noblesse en 1668 devant M. de Caumartin, et ses filiations jusqu'au noble homme Charles d'Avennes, écuyer, sieur de Villers-en-Prayères, connu par un titre du 27 février 1535. On a la généalogie manuscrite de cette même famille, avec les extraits des titres justificatifs. »
Il semble qu'en réalité, il manquait des générations à Saint-Allais, sans pour autant qu'il est eu tort sur le fond.

## Généalogie simplifiée
1. Jean d'Avennes (1450?-?), seigneur d'Hermonville, eut pour fils[2] :
  1. Alexandre d'Avennes, Ier du nom, (1480?-1524), seigneur d'Hermonville. Il servit, en qualité d'hommes d'armes, sous les rois Charles VIII et Louis XII, laissant :
    1. Charles d'Avennes, Ier du nom, (1510?-1567), Écuyer, sieur de Villers-en-Prayères, seigneur d'Hermonville, épousa Perette de Cormery (?1510-†1567,) et Antoinette du Guet, dame de Malouzin, dont il n'eut point d'enfants. Il servit sous les rois François Ier, Henry II, François II, et Charles IX. Il laissa, de sa première femme trois fils[1] : 
      1. Alexandre, seigneur de Trucy, gentilhomme ordinaire de la chambre du roi Henri IV qui épousa, en 1570, Barbe de Montigny (?-†1619). Dans les guerres civiles, son château de Trucy fut brûlé par les ligueurs. Il laissa :
        1. Charles, écuyer, marié à Louise de Bermondes. Il mourut jeune, ayant pour fils : 
          1. Philippe d'Avennes (1597-1620), qui fut tué en 1620, dans les guerres de Bohême.

        2. Paul d'Avennes, gentilhomme d'armes de la reine Marie de Médicis, marié en 1610 à Marie de Piennes, mourut sans postérité.
        3. César d'Avennes (?-†1620), seigneur de Villeneuve, capitaine au régiment de Navarre, gentilhomme de la Chambre de Henri IV, épousa en 1600, Suzanne de Radingand, dont il eut quatre filles, tué à la bataille des Ponts-de-Cé en 1620[4]

      2. Jean d'Avennes, mort sans postérité.
      3. Louis d'Avennes, Ier du nom, (? -†1582), mari de Marguerite de Montigny[5].
        1. Louis d'Avennes, seigneur d'Hermonville, qui servit dans la compagnie d'ordonnance de la reine de Navarre, dans les années 1590 et 1594, et épousa sous le règne de Henri IV, Magdeleine des Armoises en 1596[2].
          1. Marie d'Avennes (1597- ), épouse de Nicolas de Fay d'Athies.
          2. Marguerite d'Avennes (1598 ou 1609-1691), épouse de Nicolas de Bohan[6]
          3. Nicolas d'Avennes (1611-)[6]
          4. Regnault d'Avennes (1615-)[6]

        2. Elisabeth d'Avennes, mariée en 1606 à Pierre de Baleyne
        3. Eustache d'Avennes (1567- 1667), seigneur d'Hermonville et de Sapincourt, enseigne dans le régiment de Champagne, se trouva, en 1596 aux sièges d'Amiens et de Doullens. Il servit dans une compagnie d'ordonnance du duc de Nevers, et accompagna Louis XIII à Bordeaux, lors de son mariage avec Anne d'Autriche. Il épousa, en 1602, Jacqueline de L'Enharrée :
          1. Charlotte ou Marguerite-Charlotte d'Avennes (1602-1678), mariée avec Claude de Morel, seigneur de Saint-Amand
          2. Louis d'Avennes, 2e du nom, (1606-1687), seigneur d'Hermonville, de Toussicourt et du grand hameau de Romain, écuyer, lieutenant du roi, servit dans la compagnie d'ordonnance du duc de Nevers, se trouva au siège de la Rochelle, aux guerres contre les huguenots dans le Vivarais sous les ordres du duc de Rohan, et fut blessé au siège de Casal[2]. Il fut envoyé  à Clermont-en-Argonne en qualité de major de la place, guidon et commandant la compagnie des gendarmes du prince Maurice de Savoye[4], reçut plusieurs blessures au service et mourut à l'âge de 85 ans, mari de Magdeleine de Combray[6], pére de :
            1. Henri d'Avennes, enseigne au régiment de Lorraine, puis cornette dans celui de la Ferté-Dragons et ensuite mousquetaire de la garde du roy, fut blessé dans les guerres de Hollande sous Louis XIV, et mourut de ses blessures à Noyon[4].
            2. Paul d'Avennes (?-†1672), capitaine au régiment de Sault, fut tué au siège de Nimègue en 1672[4].
            3. Marie-Anne d'Avennes (1652- ), mariée le 2 mai 1673 avec Robert Langlois  et marié en secondes noces avec François-Charles d'Aux ou d'O, chevalier, seigneur de la Rabauderie, Rigeon et Bois Clairbault en 1688[6].
              1. Jean-Baptiste Langlois (1676- )
              2. Jeanne-Charlotte Langlois

            4. Anne-Philippine, d'Avennes (1654- ) son parrain est le duc d'Anjou [6], mariée à Claude de Beaurepaire.
            5. Louis-Joseph d'Avennes (1662-1726), écuyer, seigneur du grand hameau de Romain, d'Hermonville et de Toussicourt en partie, lieutenant au régiment royal des Cravates, servit dans la compagnie écossaise de la garde, il épousa le 16 novembre 1699, Fabiolle-Hippolyte de Collet du Quesnay (1688-1745) et mourut à Hermonville[2], inhumé dans l'église « au côté droit du chœur, sous les bancs, des hommes »[6]. Fabiolle-Hippolyte Collet du Quesnay est aussi inhumée dans l'église[7].
              1. Marie-Jeanne ou Marie-Thérese d'Avennes (1701-†1743)[6]
              2. Pierre-Eustache d'Avennes (1703-1703)[6]
              3. Charles-Florimond d'Avennes (1705-1743)[6], prieur de l'abbaye de Chaise-Dieu-du-Theil[2].
              4. Claude d'Avennes(1706-)[6], chanoine de la congrégation de Sainte Geneviève[2].
              5. Catherine d'Avennes (1707-)[6]
              6. Marie-Hippolyte (1708-)[6]
              7. Henry (1709-)[6]
              8. Louis d'Avesnes, 3e du nom, (1710-1780)[6], vicomte d'Avennes et de Cramaille (1738)[Note 2], seigneur d'Hermonville, Toussicourt [Note 3], Le Chêne , du Plessis en-Vermandois, ancien lieutenant de cavalerie au régiment de Puizieux, entra, en 1730, dans les gardes du corps, et se trouva au siège de Philippsbourg, marié à Marie-Louise de Beuvry, dame de Taissy en 1747.
                1. Elisabeth d'Avesnes (1747- )
                2. Marie-Remiette d'Avesnes  (1747- )
                3. Marie-Louis-Remy d'Avesnes (1749- ) qui entra dans les chevau-légers, et mourut sans enfants.
                4. Marie-Louise-Magdeleine d'Avennes, mariée le 6 mai 1772 avec Louis-Jean de Lespinay de Marteville de Pancy [8]
                5. Jean-François-Florimond d'Avennes (1753-1837), vicomte d'Avennes et de Cramaille (1780), seigneur d'Hermonville, de Toussicourt, du grand hameau de Romain, du Plessis en Vermandois, chevalier, officier dans les chevau-légers du roi, puis dans les gardes du corps du Roi, compagnie de Grammont, a été fait chevalier de l'ordre royal et militaire de Saint-Louis en 1791, prit part en 1789 aux assemblées de la noblesse du bailliage de Sézanne. Il avait épousé en 1783, Marie-Françoise-Hyacinthe de Jouenne d'Esgrigny d'Herville (1751-1820)[1].
                  1. Françoise Florimonde d'Avennes (1784-1824), mariée le 9 février 1824 avec Charles Bernard Lescuyer d'Hagnicourt.
                  2. Amédée Louis Charles d'Avennes (1785-1847), vicomte d'Avennes (1837), a fait une partie des campagnes du premier Empire, retraité en 1813, marié à Henriette Anicette de Langlois de Brouchy (1790-1865) en 1814.
                    1. Louise Juliette Athénaïs d'Avennes (1815-1846), mariée le 21 août 1837 à Alphonse de Foucault.
                      1. Isabelle de Foucault, vicomtesse d'Avennes (1839-1913), mariée en 1872 à Louis-Félix-Gaston d'Avennes[9]

                    2. Aline-Félicie d'Avennes d'Hermonville, comtesse de Maigret (1817-1870), mariée le 12 novembre 1839 à Joseph-Gustave de Maigret (1810-1891), comte de Maigret, de Néau et du Saint-Empire, baron de Stockem.
                      1. Edgard de Maigret (1841-1910), comte de Maigret 
                        1. Renée de Maigret (1869-1937), mariée à Georges du Mesnil
                          1. Pierre du Mesnil d'Avennes(1907-1942)[10].
                          2. François du Mesnil d'Avennes[Note 4].

                        2. Jean de Maigret (1873-1904), vicomte de Maigret, Saint-Cyr, promotion 1894-1896, lieutenant au 22e régiment de dragons, sans alliance.

                      2. Arthur de Maigret (1845-1862), comte de Maigret
                      3. Gaston de Maigret (1850-1903), comte de Maigret

                    3. Zénaïde-Charlotte d'Avennes (1819-1894), mariée le 3 août 1842, à Hermonville, avec le Dr Edouard Perrier[9].
                    4. Eugène-François-Ernest d'Avennes (1821-1892), baron d'Avennes, vicomte d'Avennes (1847), marié le 25 décembre 1848 avec Lucile Gouvilliez
                    5. Louis-Félix-Gaston d'Avennes (1826-1909), vicomte d'Avennes (1892), marié en 1872 à Isabelle de Foucault.

                  3. Prospère d'Avennes (1787-?), mariée le 22 juillet 1811 avec Casimir Miron des Ormeaux.
                  4. Marie-Louise d'Avennes (1791-1849), mariée le 2 avril 1811 avec Ponce Antoine Eugène Lescuyer d'Hagnicourt

              9. Jean-Félix d'Avennes (1712-)[6]
              10. Hubert d'Avennes (1715-1744)[6]

            6. Marie Liesse d'Avennes ( †1709) mariée à  Alexandre de la Bruyère, seigneur de Caumont et des Grands-Hameaux de Romain, et à Claude de Marmande de Tourville en secondes noces, le 21.05.1686, à Romain (51).

          3. Antoinette ou Marie-Antoinette d'Avennes (1609-1672)[6], sans alliance.
          4. François d'Avennes (1611-1643), tué à la bataille de Rocroi
          5. Étienne Claude d'Avennes (1614-1690)[6], écuyer, seigneur de Toussicourt et d'Hermonville en partie, qui servit dans la compagnie colonelle du roi, cornette des chevau-légers dans le régiment de Coislin-Infanterie, blessé et fait prisonnier à la bataille de Rocroi en 1643[4], marié avec Marie Trousset.
            1. Eustache d'Avennes (?-†1697), seigneur de Toussicourt, écuyer, qui servit sous le maréchal de Créquy, capitaine de grenadiers au régiment de Sault, il eut la jambe cassée à la bataille de Saint-Jean de Pajets, et fut tué en 1697 au siège de Barcelonne, à l'assaut de la place, où il commandait les grenadiers de l'armée[4] sous les ordres du maréchal de Noailles.
            2. Pierre-Marie d'Avennes (1661-1744), écuyer, seigneur d'Hermonville, de Toussicourt, vicomte de Cramaille, dit le Capitaine d'Hermonville, capitaine de grenadiers au régiment de Sault, servit à l'armée de Catalogne, eut le bras cassé au siège de Barcelonne et se retira du service en 1704, en raison de ses blessures[4] et mourut à Hermonville, des suites de ses blessures[2], inhumé dans l'église[6].
            3. Perette (1674-1742), fille naturelle de Jeanne Petit, mariée le 24 novembre 1699 à Thierry Couët
            4. Magdeleine d'Avennes ( -1703), sans alliance.
            5. Marie d'Avennes ( -1703), sans alliance.
            6. Marie d'Avennes ( -1717), mariée le 25 novembre 1704 avec François de Morienne.

          6. Antoine d'Avennes (1617- )[6]
          7. Anne d'Avennes (1619- )[6]
          8. Marie d'Avennes (1621- )[6] mariée à Pierre Habert en premières noces et en secondes noces à M. de la Motte, lieutenant-colonel du régiment de Guyenne.
          9. Jean d'Avennes (1625-1652), seigneur de Toussicourt, capitaine au régiment de Condé, mourut le 10 juillet 1652 du grand nombre de blessures reçut à la Bataille du faubourg Saint-Antoine[4].
          10. Marguerite d'Avennes, mariée à Antoine de Laistre.

## Alliances
Avec les familles de Bermondes, de Montigny, des Armoises (1596), de Fay d'Athies, de Bohan, de la Bruyère, d'O, de Jouenne d'Esgrigny (1783), Miron des Ormeaux (1811), de L'Escuyer (1811), de Maigret (1839), de Foucault...

## Armes
|  | D'or à trois fasces de sable, chargé de six besans d'or posés trois, deux, un. |

- Couronne de Comte.
- Support : Deux lions d'or, ni armés et ni lampassés.
- Casque : D'argent, grillé d'or, surmonte l'écu.
- Cimier : Lion dragonné de sinople, tenant cette devise : « Fortis simul et prudens. »[12]